# Kostas Bakogiannis

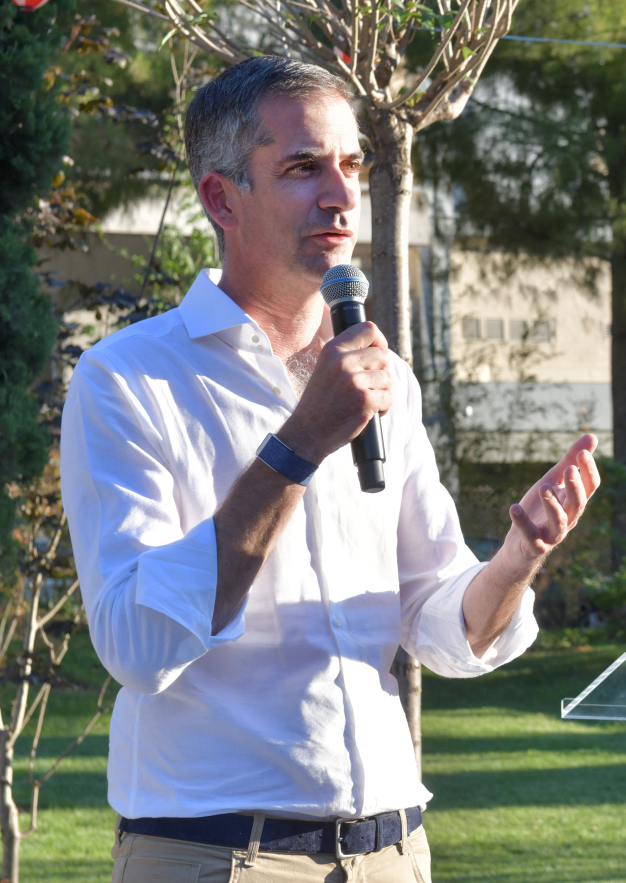
Kostas Bakogiannis

Kostas Bakogiannis, auch Kostas Bakoyannis (griechisch Κώστας Μπακογιάννης, geboren am 16. März 1978 in Athen) ist ein griechischer Politiker. Er gehört der konservativen Partei Nea Dimokratia an. Zwischen 2019 und 2023 war er Bürgermeister von Athen.

## Leben

### Familie und Ausbildung
Kostas Bakogiannis kam 1978 in Athen zur Welt. Er entstammt einer Familie, zu der eine Reihe von namhaften Politikern gehören. Sein Vater war Pavlos Bakogiannis, der 1989 bei einem terroristischen Anschlag der Organisation 17. November ums Leben kam. Er bekleidete zuletzt das Amt des Fraktionsvorsitzenden der Nea Dimokratia im griechischen Parlament. Seine Mutter Dora Bakogianni ist Parlamentsabgeordnete und war zuvor ebenfalls Bürgermeisterin von Athen. Weiterhin war sie Kulturministerin und Außenministerin Griechenlands. Der Vater der Mutter war der griechische Ministerpräsident Konstantinos Mitsotakis, der Bruder der Mutter ist der derzeitige Ministerpräsident Kyriakos Mitsotakis.
Kostas Bakogiannis studierte in den Vereinigten Staaten Internationale Beziehungen an der Brown University und schloss sein Studium an der Harvard University mit dem Master of Public Administration ab. Anschließend wechselte er an das St Antony’s College der University of Oxford und promovierte im Bereich der Politikwissenschaften und internationalen Beziehungen. Von ihm verfasste Aufsätze erschienen in der griechischen und ausländischen Presse.
Kostas Bakogiannis war von 2006 bis 2017 mit der Unternehmerin Kallia Kampouridou verheiratet. Aus dieser Beziehung stammen zwei Kinder. Ein weiteres Kind stammt aus einer außerehelichen Verbindung. Seit 2017 ist er mit der Journalistin Sia Kosioni verheiratet. Aus dieser Ehe stammt ein weiteres Kind.

### Politisches Wirken
Im August 2010 kündigte Bakogiannis an, als unabhängiger Kandidat für das Bürgermeisteramt in der Kleinstadt Karpenisi in Evrytania zu kandidieren, aus der sein Vater ursprünglich stammte. Die Nea Dimokratia verzichtete einen eigenen Kandidaten aufzustellen, obwohl die Partei im Mai des Jahres seine Mutter ausgeschlossen hatte, da sie den Sparmaßnahmen der sozialdemokratischen Regierung Giorgos A. Papandreou (PASOK) zugestimmt hatte. Bakogiannis gewann die Kommunalwahlen mit 54,3 % der Stimmen. In einem Interview mit der Wochenzeitung To Vima verteidigte er die Handlung seiner Mutter. Zudem schloss er nicht aus, sich der von seiner Mutter neu gegründeten Partei Dimokratiki Symmachia anzuschließen, da das Land dringend reformiert werden müsse.
Nach drei Jahren im Amt als Bürgermeister von Karpenisi entschied sich Bakogiannis als Gouverneur von Mittelgriechenland zu kandidieren – wiederum als unabhängiger Kandidat. Er wurde dabei von zahlreichen Bürgern aus Karpenisi und der Region unterstützt. Auch die Nea Dimokratia unterstützte seine Kandidatur und verzichtete auf einen eigenen Kandidaten. Er gewann die Regionalwahl 2014 im zweiten Wahlgang mit 56,06 % der Stimmen. 2019 trat er für die Nea Dimokratia bei der Wahl zum Bürgermeister von Athen an und gewann mit 65 % der Stimmen. Bei den Regionalwahlen 2023 unterlag er mit nur 44 Prozent der Stimmen seinem Herausforderer Haris Doukas, der rund 56 Prozent der Stimmen gewann. Darüber hinaus ist Bakogiannis Mitglied im European Council on Foreign Relations.